# ترانسفورمرز ون
ترانسفورمرز ون (بالإنجليزية: Transformers One)‏ هو فيلم أكشن خيال علمي أمريكي رسوم متحركة صدر عام 2024 مبني على سلسلة ألعاب ترانسفورمرز من شركة هاسبرو. تم إخراج الفيلم من قبل جوش كولي، ومن سيناريو إريك بيرسون وثنائي الكتابة أندرو بارير وجابرييل فيراري، استنادًا إلى قصة كتبها بارير وفيراري. يضم الفيلم أصوات كريس هيمسوورث، بريان تيري هنري، سكارليت جوهانسون، كيغان-مايكل كي، ستيف بوسيمي، لورنس فيشبورن، وجون هام. تدور أحداثه في سايبرترون، الكوكب الأصلي للمتحولون، ويصور أصول والعلاقة المبكرة بين أوبتيموس برايم وميغاترون.
في مارس 2015، بعد إصدار المتحولون: عصر الانقراض (2014)، كلفت شركة باراماونت بيكتشرز أكيفا جولدسمان بإنشاء غرفة للكتاب ‏ لخلق أفكار لأفلام ترانسفورمرز المستقبلية المحتملة. بحلول مايو 2015، كان بارير وفيراري قد وقعا عقدًا كمؤلفين، وقد توصلوا إلى فكرة تقديم مقدمة رسوم متحركة تدور أحداثها في سايبرترون. تم الإعلان عن الفيلم في أغسطس 2017، وبحلول أبريل 2020، تم تعيين كولي لإخراجه. تم تقديم خدمات الرسوم المتحركة من قبل شركة إندستريال لايت آند ماجيك، وكان التصميم متأثرًا بشكل أساسي بعصر الجيل الأول ‏ وفن الديكو. تم تأليف الموسيقى التصويرية بواسطة برايان تايلر.
تم عرض فيلم ترانسفورمرز ون لأول مرة في سيدني، أستراليا، في 11 سبتمبر 2024، وتم إصداره بواسطة شركة باراماونت بيكتشرز في الولايات المتحدة في 20 سبتمبر. تلقى الفيلم مراجعات إيجابية بشكل عام من النقاد، الذين أشادوا بالقصة والرسوم المتحركة والأداء الصوتي والفكاهة، لكنه لم يحقق أداءً جيدًا في شباك التذاكر، حيث حقق 128.8 مليون دولار في جميع أنحاء العالم بميزانية تتراوح بين 75 و147 مليون دولار.

## قصة
سايبرترون هو كوكب يسكنه روبوتات واعية تعمل بواسطة مادة تسمى إنرجون ومزودة بأدوات تحول، وهي أجهزة تسمح لها بالتحول إلى مركبات. في مدينة إياكون، يتسلل أوريون باك، وهو روبوت للتعدين بدون ترس، إلى الأرشيف ويشاهد فيلمًا وثائقيًا عن البرايم، أول السايبرترونيين الذين صنعهم مبتكرهم بريموس مباشرة. يتمكن حراس الأمن من إلقاء القبض على أوريون، لكن صديقه المقرب دي-16 يتمكن من إخراجه بكفالة. لاحقًا، يحدث انهيار في منجم Energon حيث يعمل الاثنان، مما يؤدي إلى احتجاز عامل المنجم جاز. بينما يقوم أوريون وD-16 بإنقاذه، يلقي مشرفهم، داركوينج، اللوم في الحادث على رئيستهم، إليتا-1، ويخفض رتبتها.
يعود زعيم سايبرترون، سنتينل برايم، من رحلة استكشافية إلى سطح الكوكب للعثور على مصفوفة القيادة المفقودة، والتي أدى غيابها إلى توقف تدفق إنرجون؛ مما أجبر عمال المناجم على استخراجها. على الرغم من عدم تمكنه من العثور عليه، فإنه ينظم سباقًا لإنقاذ السكان. لإثبات أنفسهم كأكثر من مجرد عمال مناجم، يدخل أوريون بنفسه وD-16 بشكل غير قانوني باستخدام حزم الطائرات النفاثة لكنهم يخسرون. بينما يعدهم Sentinel بمكافأتهم على تعزيز الروح المعنوية للتعدين، يسحب Darkwing الاثنين إلى حرق القمامة، حيث يقابلان B-127 غريب الأطوار. بعد اكتشاف رقاقة بين القمامة تحتوي على رسالة استغاثة من ألفا تريون ‏، أحد الكائنات الأولية، يقنع أوريون دي-16 وبي-127 بالسفر معه إلى إحداثياته على السطح؛ كما يقنعون إيليتا بالانضمام إليهم عندما تمسك بهم وهم يتنقلون على متن قطار شحن.
في النهاية، عثر الأربعة على تريون معطلاً إلى جانب جثث البرايم الآخرين. عند إعادة تنشيطه، يكشف أن سنتينل خان البرايم لسرقة الماتريكس منهم، الأمر الذي فشل عندما رفضه واختفى. في الحقيقة، كان سنتينل يعطي إنرجون للغزاة الأجانب في كوينتيسون مقابل السماح له بحكم سايبرترون أثناء إنشاء فئة التعدين عن طريق إزالة تروسهم قبل التنشيط. يزود تريون المجموعة بالتروس، مما يسمح لهم بالتحول، بالإضافة إلى شريحة تحمل دليلاً على خيانة سنتينل. ثم يصل سنتينل وقواته، ويأسرون تريون ويقتلونه.
بعد الهروب من مطارديهم، يسافر الفريق إلى إياكون لكشف سنتينل ولكن يتم القبض عليه من قبل الحرس العالي، وهم روبوتات حربية سابقة من Primes يتمردون ضد سنتينل. بينما يتولى D-16 قيادة الحرس العالي من خلال هزيمة زعيمهم، ستارسكريم، يشعر أوريون بالقلق من عدوانية صديقه المتزايدة منذ معرفة الحقيقة. تجدهم قوات سنتينل، وفي المعركة التي تلت ذلك، يتم القبض على دي-16، وبي-127، وستار سكريم، بالإضافة إلى نصف الحرس العالي، بينما يتم تدمير شريحة الأدلة.
يتمكن أوريون، بتشجيع من إيليتا، من حشد أعضاء الحرس العالي المتبقين والعودة إلى إياكون لإنقاذ رفاقهم. وبمجرد وصوله إلى هناك، يقنع أوريون عمال المناجم بالتمرد بينما تكشف إيليتا عن سنتينل من خلال بث تسجيلات ذاكرة ملازمه، أيراكنيد، في جميع أنحاء المدينة. بعد هزيمة سنتينل، يتجادل أوريون وD-16 حول ما إذا كان يجب إعدامه، مما يؤدي إلى قيام الأخير بإطلاق النار على صديقه عن طريق الخطأ. على الرغم من الرعب الذي شعر به في البداية، إلا أن D-16 سمح لأوريون في النهاية بالسقوط إلى حتفه. الآن يطلق على نفسه اسم "ميغاترون"، ويقتل سنتينل ويأمر الحرس العالي بتدمير إياكون.
بعد أن وجدوا أن أوريون يستحق ذلك، منحه بريموس وأرواح البرايم الماتريكس، وأحيوه كـ "أوبتيموس برايم"، الذي هزم ميجاترون قبل أن ينفي صديقه السابق إلى جانب الحرس العالي. بعد أن أعادت الماتريكس تشغيل عجلات عمال المناجم وجعلت إنرجون تتدفق مرة أخرى، أصبح أوبتيموس زعيمًا جديدًا لسايبرترون، وأطلق على أتباعه اسم أوتوبوت، وأرسل رسالة تحذر كوينتيسون من الاقتراب. في مشهد ما بعد الاعتمادات ‏، يقوم ميجاترون بإعادة تسمية الحرس العالي إلى الديسيبتيكون ويقسم بالانتقام من أوبتيموس.

## طاقم صوتي
- كريس هيمسوورث بدور أوريون باك / أوبتيموس برايم: عامل منجم وزعيم أوتوبوتس في النهاية والذي يتحول إلى شاحنة سايبرترونية حمراء وزرقاء.
- بريان تيري هنري بدور دي-16 / ميجاترون: عامل منجم وزعيم ديسيبتيكون في النهاية وأفضل صديق لأوريون والذي تحول إلى عدو والذي يتحول إلى دبابة سايبرترونية فضية.
- كيغان-مايكل كي بدور بي-127 / بامبلبي: عامل منجم وكشاف أوتوبوتس في النهاية والذي يتحول إلى سيارة سايبرترونية صفراء.
- سكارليت جوهانسون بدور إليتا-1: عامل منجم وقائد أوتوبوتس في النهاية والذي يتحول إلى دراجة نارية سايبرترونية وردية اللون.
- ستيف بوسيمي بدور ستارسكريم: قائد الحرس السيبراني العالي وديسبتيكون في النهاية يتحول إلى طائرة سايبرترونية.
- لورانس فيشبورن بدور ألفا تريون: رئيس قديم يتحول إلى وحش آلي، وهو حارس تروس الرؤساء القدماء.
- جون هام بدور سنتينل برايم: الحاكم الكاذب لسايبرترون الذي يعمل سرًا لصالح كوينتيسون.
- فانيسا ليغوري بدور أيراكنيد: مستشارة رئيس السنتينل ذات الطابع العنكبوتي والتي تتحول إلى طائرة سايبرترونية ذات إقلاع وهبوط عمودي.
- جون بيلي بدور ساوند ويف: ضابط الاتصالات في الحرس السيبراني العالي وديسبتيكون في النهاية.
- جيسون كونوبيسوس ألفاريز بدور شوك ويف: عضو أعور في الحرس السيبراني العالي وديسبتيكون في النهاية.
  - كونوبيسوس ألفاريز يؤدي أيضًا صوت حارس أرشيف.
- إيفان مايكل لي بدور جاز: عامل منجم وأوتوبوت في النهاية.
- جيمس ريمار بدور زيتا برايم: عضو في الـ 13 برايم.
- إسحاق سي. سينجلتون جونيور بدور داركوينج: عامل ميناء سايبرتروني وهو أحد مرؤوسي سنتينل، بالإضافة إلى كونه متسابقًا في إياكون-5000.
- ستيف بلوم كمذيع لإياكون 5000 وحارس أرشيف.
- جيني تشونغ بدور أرسي: عامل منجم وأوتوبوت في النهاية.
  - يؤدي تشونغ أيضًا صوت كروميا: متسابق في Iacon-5000 وأوتوبوت في النهاية.
- جوش كولي بدور سكايوارب: باحث في الحرس السيبراني العالي وديسبتيكون في النهاية.
  - يؤدي كولي أيضًا صوت نظام الصوت وبعض العاملين في غرفة التحكم.
- ديليون برايان بدور متسابق مصاب.

## روابط خارجية
- ترانسفورمرز ون على موقع IMDb (الإنجليزية)
- ترانسفورمرز ون على موقع ميتاكريتيك (الإنجليزية)
- ترانسفورمرز ون على موقع روتن توميتوز (الإنجليزية)
- ترانسفورمرز ون على موقع قاعدة بيانات الأفلام العربية
- ترانسفورمرز ون على موقع ألو سيني (الفرنسية)
- ترانسفورمرز ون على موقع أول موفي (الإنجليزية)
- ترانسفورمرز ون على موقع فيلمافينيتي (الإسبانية)
- ترانسفورمرز ون على موقع قاعدة بيانات الأفلام السويدية (السويدية)
- ترانسفورمرز ون على موقع قاعدة بيانات الفيلم (الإنجليزية)
- ترانسفورمرز ون على موقع ليتربوكسد (الإنجليزية)